# Coulaines
Coulaines és un municipi francès situat al departament del Sarthe i a la regió de País del Loira. L'any 2007 tenia 7.429 habitants.

## Demografia

### Població
El 2007 la població de fet de Coulaines era de 7.429 persones. Hi havia 3.192 famílies de les quals 1.168 eren unipersonals (430 homes vivint sols i 738 dones vivint soles), 810 parelles sense fills, 862 parelles amb fills i 352 famílies monoparentals amb fills.
La població ha evolucionat segons el següent gràfic:
Habitants censats

### Habitatges
El 2007 hi havia 3.396 habitatges, 3.239 eren l'habitatge principal de la família, 25 eren segones residències i 132 estaven desocupats. 1.295 eren cases i 1.935 eren apartaments. Dels 3.239 habitatges principals, 1.249 estaven ocupats pels seus propietaris, 1.957 estaven llogats i ocupats pels llogaters i 33 estaven cedits a títol gratuït; 197 tenien una cambra, 367 en tenien dues, 811 en tenien tres, 951 en tenien quatre i 912 en tenien cinc o més. 1.461 habitatges disposaven pel capbaix d'una plaça de pàrquing. A 1.658 habitatges hi havia un automòbil i a 890 n'hi havia dos o més.

### Piràmide de població
La piràmide de població per edats i sexe el 2009 era:
| Homes | Edats   | Dones |
| ----- | ------- | ----- |
| 4     | 95 o +  | 24    |
| 12    | 90 a 94 | 84    |
| 36    | 85 a 89 | 80    |
| 28    | 80 a 84 | 48    |
| 56    | 75 a 79 | 100   |
| 80    | 70 a 74 | 104   |
| 120   | 65 a 69 | 144   |
| 168   | 60 a 64 | 204   |
| 136   | 55 a 59 | 152   |
| 204   | 50 a 54 | 240   |
| 240   | 45 a 49 | 240   |
| 252   | 40 a 44 | 288   |
| 264   | 35 a 39 | 308   |
| 320   | 30 a 34 | 316   |
| 304   | 25 a 29 | 360   |
| 205   | 20 a 24 | 256   |
| 328   | 15 a 19 | 244   |
| 324   | 10 a 14 | 296   |
| 220   | 5 a 9   | 296   |
| 228   | 0 a 4   | 244   |

## Economia
El 2007 la població en edat de treballar era de 4.837 persones, 3.490 eren actives i 1.347 eren inactives. De les 3.490 persones actives 3.026 estaven ocupades (1.522 homes i 1.504 dones) i 464 estaven aturades (196 homes i 268 dones). De les 1.347 persones inactives 406 estaven jubilades, 516 estaven estudiant i 425 estaven classificades com a «altres inactius».

### Ingressos
El 2009 a Coulaines hi havia 3.062 unitats fiscals que integraven 7.059,5 persones, la mediana anual d'ingressos fiscals per persona era de 16.214 €.

### Activitats econòmiques
Dels 190 establiments que hi havia el 2007, 1 era d'una empresa extractiva, 3 d'empreses alimentàries, 1 d'una empresa de fabricació de material elèctric, 14 d'empreses de fabricació d'altres productes industrials, 17 d'empreses de construcció, 42 d'empreses de comerç i reparació d'automòbils, 6 d'empreses de transport, 3 d'empreses d'hostatgeria i restauració, 1 d'una empresa d'informació i comunicació, 11 d'empreses financeres, 11 d'empreses immobiliàries, 31 d'empreses de serveis, 35 d'entitats de l'administració pública i 14 d'empreses classificades com a «altres activitats de serveis».
Dels 42 establiments de servei als particulars que hi havia el 2009, 1 era una oficina de correu, 5 oficines bancàries, 3 tallers de reparació d'automòbils i de material agrícola, 1 taller d'inspecció tècnica de vehicles, 1 establiment de lloguer de cotxes, 2 autoescoles, 2 paletes, 6 guixaires pintors, 3 fusteries, 2 lampisteries, 1 electricista, 7 perruqueries, 3 veterinaris, 1 restaurant, 3 agències immobiliàries i 1 tintoreria.
Dels 18 establiments comercials que hi havia el 2009, 2 eren supermercats, 1 una botiga de menys de 120 m², 4 fleques, 3 carnisseries, 1 una llibreria, 1 una botiga d'equipament de la llar, 1 una sabateria, 1 una botiga de mobles, 2 perfumeries i 2 floristeries.
L'any 2000 a Coulaines hi havia 8 explotacions agrícoles.

## Equipaments sanitaris i escolars
El 2009 hi havia 4 farmàcies i 1 ambulància.
El 2009 hi havia 1 escola maternal i 2 escoles elementals. Coulaines disposava d'un col·legi d'educació secundària amb 530 alumnes.

## Poblacions més properes
El següent diagrama mostra les poblacions més properes.